# A Mile-a-Minute Ride
A Mile-a-Minute Ride è un cortometraggio muto del 1915. Il nome del regista non viene riportato nei credit del film.

## Produzione
Il film fu prodotto dalla Nestor Film Company.

## Distribuzione
Distribuito dalla Motion Picture Distributors and Sales Company, il film - un cortometraggio di 150 metri - uscì nelle sale cinematografiche USA il 1915.
Nelle proiezioni, veniva programmato con il sistema dello split reel, accorpato in un'unica bobina con un altro cortometraggio della Nestor, la commedia When Eddie Took a Bath.